# Luis Alberto Cruz
Luis Alberto Cruz (28 de abril de 1925 — 1998) fue un futbolista uruguayo. Jugaba como half por la izquierda, lo que actualmente sería un lateral o marcador de punta. Defendió durante casi toda su carrera al Club Nacional de Football de Uruguay, con el cual obtuvo siete títulos de Primera División. También participó de la Copa Mundial de 1954 con la selección uruguaya, siendo recordado por su pésimo rendimiento contra Hungría

## Selección nacional
Fue internacional con la Selección de fútbol de Uruguay en 11 partidos.

### Participaciones en Copas del Mundo
| Mundial           | Sede  | Resultado | PJ (G) |
| ----------------- | ----- | --------- | ------ |
| Copa Mundial 1954 | Suiza | 4º puesto | 5 (0)  |

### Participaciones en Copa América
| Copa              | Sede  | Resultado | PJ (G) |
| ----------------- | ----- | --------- | ------ |
| Copa América 1953 | Perú  | 3° puesto | 4 (0)  |
| Copa América 1955 | Chile | 4° puesto | 0      |

## Clubes
| Club                 | País    | Año       |
| -------------------- | ------- | --------- |
| Deportivo Juventud   | Uruguay |           |
| Montevideo Wanderers | Uruguay | 1946      |
| Nacional             | Uruguay | 1946—1957 |

## Palmarés

### Campeonatos nacionales
| Título                      | Club     | País    | Año  |
| --------------------------- | -------- | ------- | ---- |
| Primera División de Uruguay | Nacional | Uruguay | 1946 |
| Primera División de Uruguay | Nacional | Uruguay | 1947 |
| Primera División de Uruguay | Nacional | Uruguay | 1950 |
| Primera División de Uruguay | Nacional | Uruguay | 1952 |
| Primera División de Uruguay | Nacional | Uruguay | 1955 |
| Primera División de Uruguay | Nacional | Uruguay | 1956 |
| Primera División de Uruguay | Nacional | Uruguay | 1957 |